# 梅利莎·卡尔顿
梅利莎·卡尔顿（英語：Melissa Carlton，1978年5月8日—），澳大利亚女子游泳运动员。她曾代表澳大利亚参加1996年和2000年夏季残疾人奥林匹克运动会游泳比赛，获得二枚金牌、四枚银牌和三枚铜牌。